# Gudmont-Villiers
Gudmont-Villiers är en kommun i departementet Haute-Marne i regionen Grand Est (tidigare regionen Champagne-Ardenne) i nordöstra Frankrike. Kommunen ligger i kantonen Doulaincourt-Saucourt som tillhör arrondissementet Saint-Dizier. År 2022 hade Gudmont-Villiers 279 invånare.

## Befolkningsutveckling
Antalet invånare i kommunen Gudmont-Villiers
| Referens: INSEE |